# North River Tunnels
De North River Tunnels zijn twee enkelsporige Amerikaanse spoortunnels gelegen op de grens van de staten New Jersey en New York in het centrum van de stad New York in beheer van de spoorwegmaatschappij Amtrak. De 4,4 km lange tunnels liggen onder de Hudson River tussen het einde van West 34th Street in Manhattan en Weehawken in New Jersey.
In Midtown Manhattan liggen de sporen tussen station en tunnel onder de Hudson tussen West 33rd Street en West 31st Street tot aan de perronsporen van Pennsylvania Station. De tunnel vertrekt van in en tussen de opstelsporen van Hudson Yards, het rangeerstation ten westen van Penn Station. De tunnelsporen worden door zowel Amtrak- als New Jersey Transit-treinen gebruikt die Penn Station als bestemming hebben. Gegeven dat het traject onderdeel is van de Northeast Corridor worden de tunnelsporen dus ook gebruikt door de hogesnelheidstrein Acela die na de oversteek van de Hudson zuidwaarts richting Union Station in Washington D.C. rijdt, de zuidterminus van de lijn.
In Weehawken, New Jersey, liggen de tunnelmonden in de Bergen Hills, de "achterzijde" van de New Jersey Palisades, de kliffen langs de westelijke rivieroever van de Hudson.

## Geschiedenis
In juni 1903 begon de bouw van twee enkelsporige tunnels onder de Hudson die gegraven werden vanuit het westen. De bouw van de tunnels was voltooid op 9 oktober 1906. Op 27 november 1910 was het hele project met stationsbouw en de East River Tunnels voltooid en ging de dienstregeling in.
Tegenwoordig is de tunnel van vitaal belang voor de bereikbaarheid van de stad New York en bij uitbreiding voor de Amerikaanse economie. Op weekdagen gebruiken 820.000 pendelaars de tunnel voor hun woon-werkverkeer tussen hun woonst in New Jersey en het centrum van Manhattan.
Na de doortocht van Hurricane Sandy in 2012 bleken de North River Tunnels over een afstand van zo'n 10% van de totale lengte volledig overstroomd met zeewater. De schade aan de tunnels is moeilijk te herstellen door de hoge bezettingsgraad van beide tunnels. De maximumdoortocht van 24 treinen per uur door elke tunnel wordt sinds 2003 regelmatig bereikt. In 2010 waren er bv. gemiddeld 438 doortochten per dag. Amtrak dringt daarom aan op de realisatie van het 14,5 miljard dure Gateway Program waarbij twee nieuwe verbindingen zouden gebouwd worden, waarna de North River Tunnels een revisie zouden kunnen krijgen. Daarna zou de capaciteit verdubbeld zou zijn, wat meer hogesnelheidslijnen zou toelaten. Critici van deze koppeling van een langer bestaand probleem van capaciteit aan de mogelijke impact en dreigende corrosie na orkaan Sandy, claimen dat minder invasieve herstelprocedures zoals gebruikt bij de aanpak van de 14th Street Tunnel-metrotunnel onder de East River ook bij de North River Tunnels een snelle en veel goedkopere herstelling kunnen bieden. Bij de tunnel van de L-metrolijn was het gouverneur Andrew Cuomo die advies inriep van de ingenieursfaculteiten van Columbia University en Cornell University waarna de mogelijke volledige sluiting van de metrotunnel gedurende 18 maanden vervangen kon worden door reductie van doortochten en tijdelijke sluitingen tijdens daluren.
De nieuwe tunnels zijn gepland voor opening in 2035, en de rehabilitatie van de oude tunnels tegen 2038.